# Inundación de Florencia de 1966

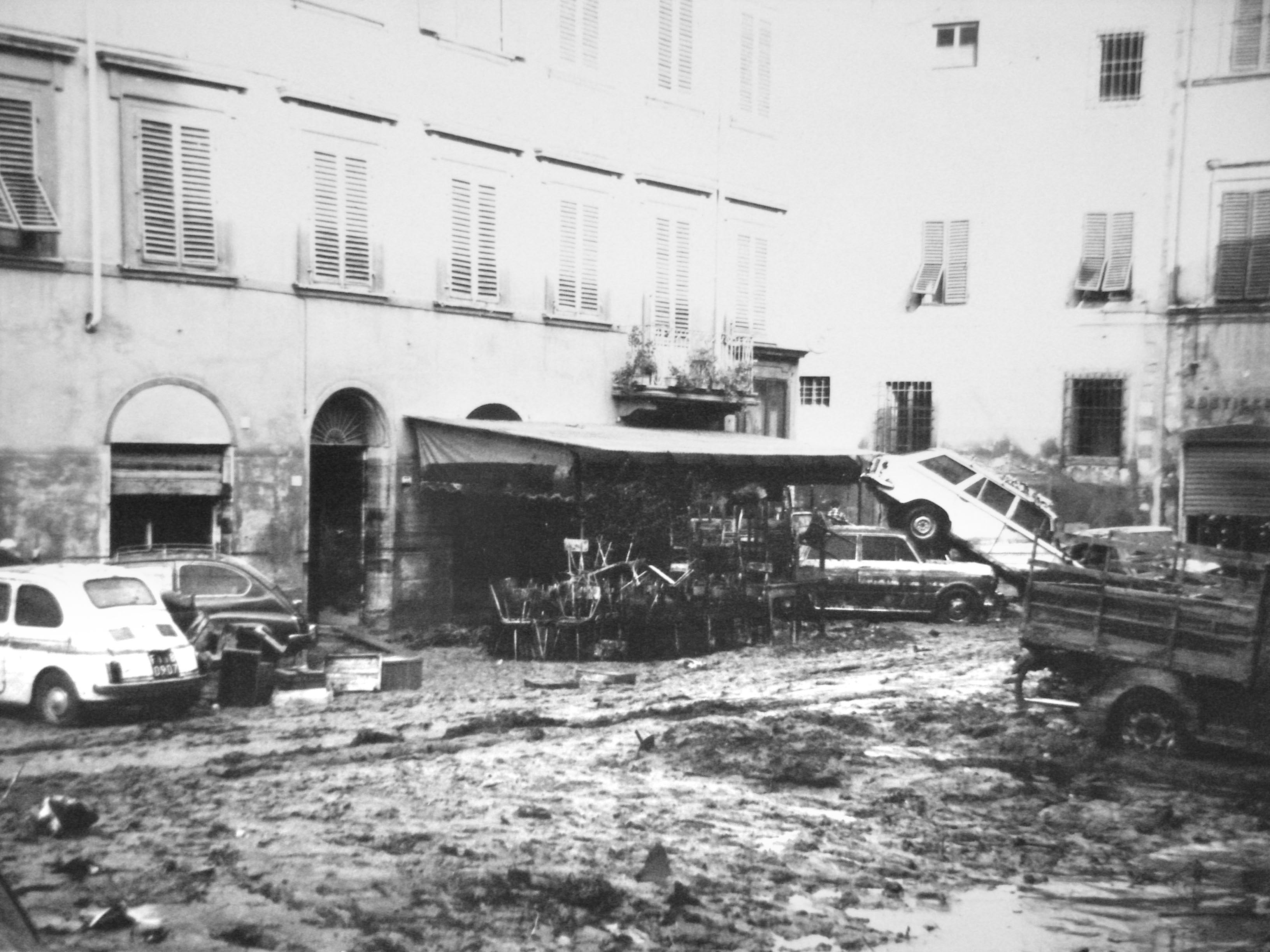
Piazza del Carmine luego de la inundación

La inundación de Florencia de 1966 (en italiano: Alluvione di Firenze del 4 novembre 1966) fue el desborde del río Arno que inundó Florencia y gran parte de la Toscana, Italia, el 4 de noviembre de 1966. Es considerada la peor inundación en la historia de la ciudad desde 1557. La inundación mató 101 personas y dañó o destruyó millones de obras de arte, importantes edificios y libros raros.  Con el esfuerzo combinado de ciudadanos italianos y comités y donantes extranjeros, o Ángeles del Barro  (Angeli del Fango) muchas obras fueron recuperadas y restauradas. 
Localizado en la Toscana, en la Italia Central, el río Arno tiene aproximadamente 240 kilómetros.  Fluye desde el Monte Falterona ubicado en los Apeninos y desemboca en el Mar de Liguria, 11 kilómetros al este de Pisa. Principalmente utilizado para riego, sólo 32 kilómetros del río es utilizado para navegación.
La subida del caudal del río generalmente ocurre en primavera y otoño de cada año, cuándo aumenta el nivel de precipitaciones en los Apeninos. A lo largo de los siglos Florencia había sufrido inundaciones periódicas; siendo las más graves las que tuvieron lugar en 1333, 1547, 1557 y 1844. Luego de fuertes lluvias durante el mes de octubre de 1966, una lluvia intensa y continua cae en la región a partir del 2 de noviembre. Algunas represas en el curso del río empiezan a desbordarse y son abiertas para evitar que cedan completamente a la presión del agua. El desarrollo urbano de la región fue parcialmente responsable de la intensidad de la crecida de 1966. Algunas carreteras, como la Vía de Calzaiuoli, funcionaron como canales estrechos para las aguas, aumentando la velocidad y capacidad de destrucción de las aguas dentro de la ciudad; algunos puentes, por otro lado, obstaculizaron el flujo del río permitiendo que el agua saliera del cauce del río en las zonas planas, promoviendo una mayor inundación.

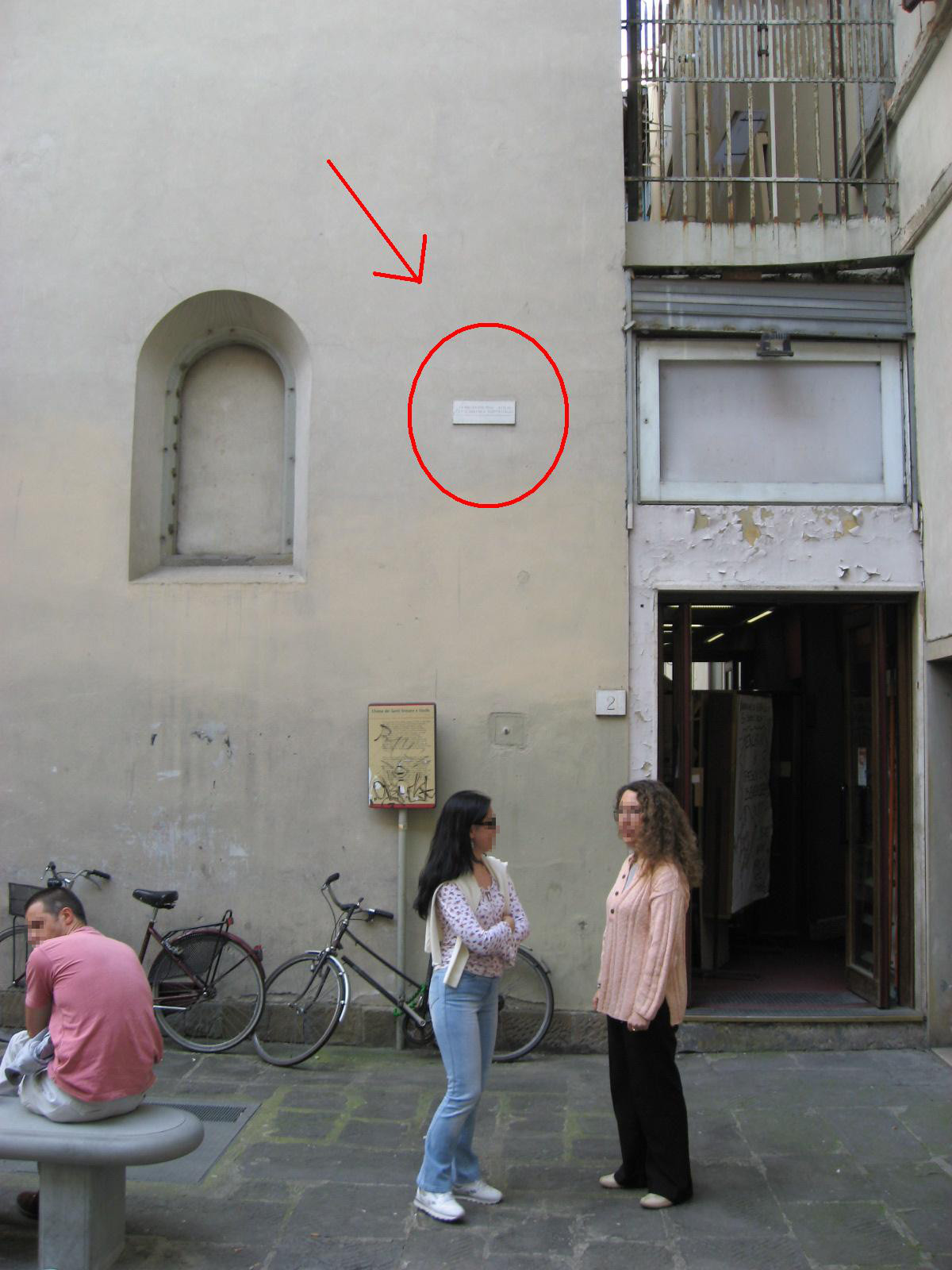
Altura de una de las marcas que recuerdan el nivel que alcanzó el agua en 1966, ubicado en via Isola delle Stinche

## Impacto
La inundación tuvo un impacto duradero en la ciudad de Florencia económica y culturalmente.  Tanto funcionarios como ciudadanos estaban pobremente preparados para la tormenta y la extendida devastación que causó. Las medidas de emergencia eran virtualmente inexistentes (en parte porque Florencia no está situada en una zona de alto riesgo de inundaciones). A muchos de los ciudadanos de la ciudad el desastre los tomó por sorpresa mientras dormían en la madrugada del 4 de noviembre.
Los residentes estaban listos para celebrar el aniversario de la victoria de Primera Guerra Mundial de su país sobre los austríacos. Por el feriado, muchos negocios estaban cerrados y sus empleados habían salido de la ciudad. Si bien muchas vidas fueron probablemente ahorradas como resultado, los edificios cerrados con llave mucho inhibieron la aseguración de materiales valiosos en muchas tiendas e instituciones. 
5,000 familias perdieron sus viviendas y 6,000 negocios tuvieron que cerrar por los efectos de la inundación.  Aproximadamente 600,000 toneladas de barro, piedras y agua afectaron severamente algunas de las colecciones de libros y arte por las que Florencia es famosa. Está estimado que entre 3 y 4 millones de libros y manuscritos sufrieron graves daños, así como 14,000 obras de arte móviles.

### Algunas colecciones afectadas
- Archivos de la Ópera del Duomo (Archivio di Opera del Duomo): 6,000 documentos/volúmenes y 55 manuscritos iluminados sufrieron daños.
- Biblioteca del Gabinetto Vieusseux: Todos los 250,000 volúmenes sufrieron menoscabo, concretamente títulos de literatura romántica e historia de Risorgimento; sumergidos en el agua, los libros se hincharon y se distorsionaron, las páginas se separaron de los encuadernados y fueron halladas en las paredes y cielorasos del edificio.
- Biblioteca Nacional Central de Florencia (Biblioteca Nazionale Centrale Firenze): Localizado junto al Arno, la Biblioteca Nacional perdió comunicación con el resto de la ciudad por la inundación. 1,300,000 elementos (o la tercera parte de su colección) fue dañada, incluyendo impresiones, mapas, carteles, diarios y la mayoría de las obras de las colecciones Palatina y Magliabechi.
- Los Archivos Estatales (Archivio di Stato): Aproximadamente 40% de la colección sufrió daños, incluyendo los registros de propiedad y financieros; de nacimiento, matrimonio y de muerte; documentos judiciales y administrativos; y registros policiales, entre otros.

Otros:
- Academia de Georgofili (Accademia dei Georgofili)
- Instituto histórico de la Resistencia (Istituto Storico della Resistenza)
- Hospital de los Innocents (Ospedale degli Innocenti)
- Instituto y Museo de la Historia de la Ciencia (Istituto e Museo di Storia della Scienza)
- Galería de los Uffizi
- Tiendas de libros antiguos, muchos en posesión de materiales raros
- Numerosas colecciones privadas
- Otras colecciones en iglesias[5]

### Algunas obras afectadas
- Crucifijo de Giovanni Cimabue
- Puertas del Paraíso de Lorenzo Ghiberti[6]
- Magdalena Penitente de Donatello

## Financiamiento y asistencia

Dada la riqueza e importancia del patrimonio albergado en Florencia en un contexto global, muchos individuos y organizaciones contribuyeron a la misión de conservación, proporcionando financiamiento y mano de obra. Muy importante fuè durante la emergencia, la actividad de los llamados Ángeles del Barro. 
Se formaron varios comités internacionales con la intención de patrocinar varias instituciones en Florencia:
- El comité franco-italiano se encargó de las reparaciones de la Iglesia de Santa Maria Maddalena di Pazzi en Borgo Pinti.
- El Comité de EE. UU. para Rescatar Arte italiano, presidido por Jacqueline Kennedy Onassis, asistió en restaurar frescos alrededor de la ciudad.
- El Arsenal Vienes fue responsable de restaurar las armas y armaduras del Museo Bargello.
- Un comité holandés patrocinó el Museo de Casa Buonarroti.
- Un grupo de alemanes reparó los instrumentos musicales del Museo Bardini.

Financiación adicional provino de varios gobiernos, UNESCO, y el Comité Internacional para la Asistencia de Museos, Obras de arte, Bibliotecas y Archivos, entre otros. La ciudad de Edimburgo (Escocia), hermanada con Florencia, envió ayuda práctica para los ciudadanos en la forma de autobuses para reemplazar temporalmente aquellos que habían sido perdidos en las inundaciones. 
Subastas de caridad también fueron organizadas. En un espectáculo televisado de soporte para la comunidad artística de Florencia, Pablo Picasso subastó una de sus pinturas, Mujer recostada leyendo, obteniendo $105,000 para los esfuerzos de restauración en Italia. De modo parecido, Pietro Annigoni y Luciano Guarnieri donaron el dinero obtenido de vender 575 litografías producidas para la ocasión.
Mientras muchas instituciones de alrededor del mundiales compensaron financieramente a los empleados que viajaron a Italia y ayudaron en la restauración de Florencia, muchos otros entregaron sus servicios de manera voluntaria sin ninguna retribución económica. En conjunto, estas personas han sido cariñosamente conocidas como "Ángeles del Barro". Ellos ayudaron a limpiar la ciudad de residuos, barro y aceite y recuperaron obras de arte, libros y otros materiales; expertos de alrededor del mundo entregaron su tiempo y conocimiento a la conservación de los materiales antedichos.

## Medidas de conservación
Muchos expertos en el campo de la conservación utilizaron su conocimiento para restaurar las obras de arte y la literatura recuperadas de la inundación. Conceptos nuevos en restauración, como la "conservación realizada por etapas," y métodos como la deacidification masiva, fueron concebidos durante los trabajos de restauración de la ciudad.

### Libros y registros
Las prioridades fueron establecidas durante el proceso de conservación de los libros y registros, el trabajo más urgente fue retirar los objetos de las habitaciones inundadas. Después del rescate, los documentos fueron típicamente lavados y desinfectados. En algunos casos, las encuadernaciones fueron cortadas y las hojas tratadas individualmente.  luego de una limpieza minuciosa, los materiales fueron secados en las bibliotecas florentinas, cuando el espacio lo permitía, o en ubicaciones fuera de la ciudad, como kilns de tabaco y granero. En algunos casos, las cantidades grandes de libros fueron cubiertas con serrín, como medida para extraer la humedad. Cuando los documentos no habían sido lavados previamente al secado, el barro seco fue luego raspado del exterior de los libros.

### Pinturas

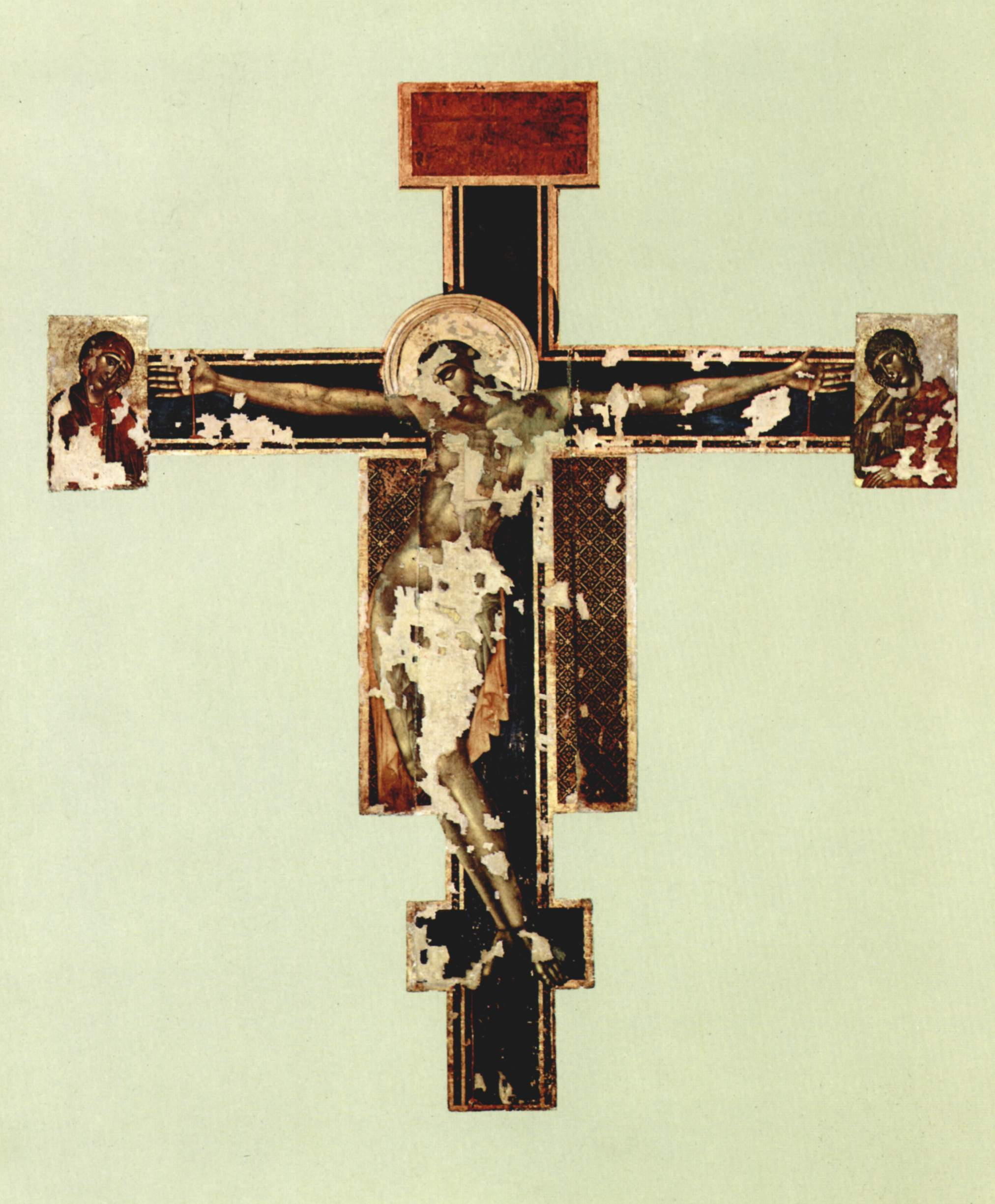
Daños en un crucifijo de Cimabue ocurridos por el efecto de la inundación.

Muchas pinturas fueron dañadas gravemente. En algunos casos el agua saturó la madera de los paneles, provocando la disolución de la cola y el gesso de las capas imprimantes; como consecuencia las sucesivas capas de color perdieron estabilidad y se disolvieron en el agua. En otros casos, la humedad provocó el craquelado y desprendimiento de la pintura.
Para estabilizar las pinturas se utilizó papel de arroz, y fueron almacenadas en ambientes con temperatura estable y controlada, que fueron deshumedecidos lentamente. En los casos más extremos, las capas de pintura fueron extraídas de sus paneles de madera y colocadas sobre un nuevo soporte. Se utilizó nistatina en las maderas para prevenir la formación de hongos. Se establecieron instalaciones especializadas en algunas locaciones como en el Jardín de Bóboli donde fueron tratadas más 200 pinturas.

### Frescos
Los frescos demandaron un tratamiento más complicado. Normalmente, al evaporarse el agua absorbida por un muro, deja un rastro de sales residuales; en unos casos, estos residuos ocultaron las imágenes pintadas en los muros, en otros las sales quedaron atrapadas detrás de la capa de yeso con pintura, provocando la formación de burbujas y el sucesivo desprendimiento de la pintura. Además, la adhesión del yeso a muchos muros quedó severamente comprometida, ya que para desprender un fresco de su muro este debe estar completamente seco, se excavaron pequeños túneles detrás de los mismos y se colocaron calentadores para absorber la humedad hacia abajo y evitar mayores daños.